# Павлоградський драматичний театр імені Б. Є. Захави

Павлоградський драматичний театр імені Б. Є. Захави — професійний заклад театрального мистецтва у місті Павлоград Дніпропетровської області. Театру присвоєно почесне ім'я Бориса Євгеновича Захави (1896—1976) - відомого актора, видатного режисера, великого театрального педагога, уродженця Павлограда, що провів дитячі роки у місті до вступу в Орловський Бахтіна кадетський корпус. Займає будівлю Народної аудиторії 1896 року будівництва, що є архітектурною пам'яткою, яка зберегла свою початкову унікальність.

## Історія
Наприкінці 19-го сторіччя за наполяганням одного з нащадків Михайла Іларіоновича Голєнищева-Кутузова (1745—1813) Павлоградська міська управа придбала приватний будинок для будівництва Народної аудиторії з ціллю організування громадських заходів.

### Графський театр
1902 року у будівлі почала діяти театральна трупа за участю "Офіцерського зібрання" під егідою Павлоградського повітового комітету піклування. У театрі, який називали "Графським театром", ставилися п'єси “Злочин і покарання”, “Скупий лицар”, “Ліс”, “Без вини винуваті”. До початку Російсько-японської війни театром керував офіцер Євген Миколайович Захава - батько Бориса Захави, який саме зі сцени Народної аудиторії вперше хлопчиком декламував вірші та приймав деяку участь у виставах. 

### Українська "Просвіта" в Народній аудиторії
Голова павлоградської «Просвіти» Михайло Хмара ставив тут українські п'єси. Також тут існуюче «Товариство тверезості» мало чайну та бібліотеку, яка завдяки Михайлові Хмарі зросла до значних розмірів. Тут почав діяти народний хор «Просвіти», який очолив Пантелєєв. Також павлоградська «Просвіта» проводила тут вечори «балачок-бесід», а саме лекції, на які запрошувалися видатні лектори, проводилися концерти, художні читання, розповсюджувалися українські книжки серед населення, організовувалися українознавчі курси для учнів шкіл і всіх бажаючих. На початку 1910-х рр. в Павлограді існував Народний український драматичний гурток під головуванням Івана Григоровича Іванова, що припинив свою діяльність з початком Першої світової війни.

### Сучасний театр
У 1974 році було засновано аматорську молодіжну театральну студію. ЇЇ засновником став тоді ще молодий Анатолій Андрійович Рева. 10 грудня 1974 року відбулася перша театральна репетиція, і цей день став Днем народження цієї студії, яка мала неябияку назву «Прибульці» («Пришельцы» російською мовою). У 1980 році студія отримала звання Народний театр. У 1988 році театру було присвоєно почесне ім'я Бориса Євгеновича Захави. У 1993 році А. А. Реві було присвоєно звання Заслужений діяч мистецтв України. У 2002 році Павлоградський театр став професійним і отримав назву Павлоградського муніципального театру імені Б. Є. Захави. 2013-го року театр було перейменовано на сучасну назву: Павлоградський драматичний театр імені Б. Є. Захави.

## Здобутки
Театр із дюжиною акторів здобув багато нагород, безліч дипломів різних фестивалів, серед яких чимала кількість міжнародного масштабу. За понад 45 років свого існування тут зіграно без перебільшення визначні вистави: «А зорі тут тихі», «Історія коня», «Іменем Землі і Сонця», «Святая святих», «Останній строк», «Дядя Ваня», «Бесіди з Сократом», «Украдене щастя», «Народний Малахій», «Мертві душі», «Хазяїн», «Медея», «Скотинячий двір», «Піросмані», «Мудрець», «Крадій», «Компенсація», «Пігмаліон», «Дон Кіхот», «Село Степанчикове», «Пурпурові вітрила», «Дорога Памела», «Мартин Боруля», «Зграя», “Чайка”, “100 000”, «Золотий поріг», «Дячиха», «Повернення на круги своя». Актори, що працювали і працюють у театрі - ветерани Павлоградської сцени: Олександр Гуржій, Тарас Похиленко, Василь Асін, Віктор Плахтій (передчасно пішов з життя), династія Рев (Анатолій, Наталя та Борис), родини Тищуків (Сергій, Тетяна, Андрій, Оксана), Созінова Неля, Дячкови Олександр і Ольга, Віктор Бабарицький (пішов із життя). Вихованці театральної студії при театрі після її закінчення мають змогу вступати до акторських вищів закладів України. Але чимало з них продовжують своє акторське служіння у рідному театрі рідного Павлограда.

## Будівля Народної аудиторії
Будівля колишньої Народної авдиторії, колишнього Графського театру, колишньої (так-так) стайні (або конюшні), колишнього районного будинку культури, а нині - Комунального Закладу  "Драматичний театр ім. Б. Є. Захави" у стилі скромного і витонченого неокласицизму розташована в старій частині міста. Прямокутна одноповерхова цегляна потинькована будівля складається з нашарування трьох периметрів з прибудовою в східній частині. На центральному фасаді зберіглася дата будівництва ("1896") центрального обсягу споруди на фронтоні в обрамленні профільованих фільонок, пілястри французького русту, ширінки підвіконного простору, карнизи складного профілю, аркатурний пояс, стилізовані тумби-вежі, вінчаючі кути ризаліту, брівки спарених вікон і багатий декор тимпана архівольтів з замковим каменем.